# Isla San Jorge
La isla San Jorge y su archipiélago adjunto forman las islas de San Jorge ubicadas en la Bahía de San Jorge situada en el litoral septentrional del Estado de Sonora, abierta al Golfo de California entre Caborca y Puerto Peñasco. Las islas son unos montes rocosos, de geología calcárea con una superficie total de 130 km², a poca distancia de la playa. La barra de arena mide 10 km y limita a la Bahía de San Jorge por su extremo sur. La altura máxima de la bahía es de 100 m y de las islas 10 m. Las aguas que rodean la isla ofrecen pesca, y buceo... Las islas son catalogadas como zona de reserva y refugio de aves migratorias y fauna silvestre.
Sus islas fueron decretadas como Área de Reserva Federal en 1978. Fue considerada prioritaria para la conservación en función a su importancia como hábitat para aves, principalmente charrancito americano del Alto Golfo e importantes colonias de piquero pardo y murciélagos anidantes del Alto Golfo como el murciélago pescador mexicano; además, en estas aguas se alberga la población reproductiva que constituye la primera en importancia nacional de león marino de California. Una de las especies más emblemáticas de esta zona es la vaquita, especie en peligro crítico de extinción que habita sólo en el Golfo de California.
Dentro de su flora comprende exclusivamente ambientes derivados de vegetación halófila, de dunas costeras, así como de carácter estuario. El clima es muy árido, semicálido, con una temperatura que varía entre 18 °C y 22 °C.